# Pseudotachidius coronatus
Pseudotachidius coronatus is een eenoogkreeftjessoort uit de familie van de Pseudotachidiidae. De wetenschappelijke naam van de soort is voor het eerst geldig gepubliceerd in 1897 door Scott T..